# August Ephraim Kramer
August Ephraim Kramer (Nordhausen, 2 de fevereiro de 1817 — Nordhausen, 18 de março de 1885) foi um matemático e inventor alemão.